# Antigorite

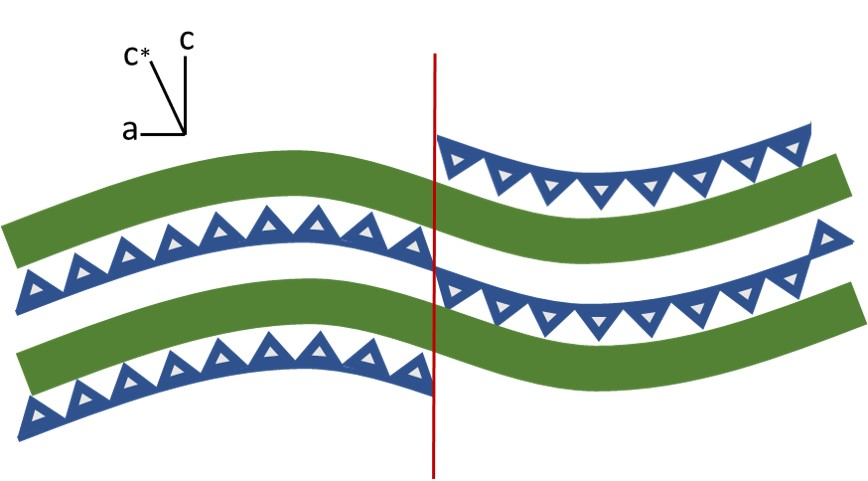
Estrutura siplificada do cristal da antigorite vista ao longo do eixo b. Os triângulos azuis indicam os tetraedros de SiO_{4}; as camadas verdes indicam octaedros de Mg. A linha vermelha indica reversão de polaridade. Neste caso, m = 17.

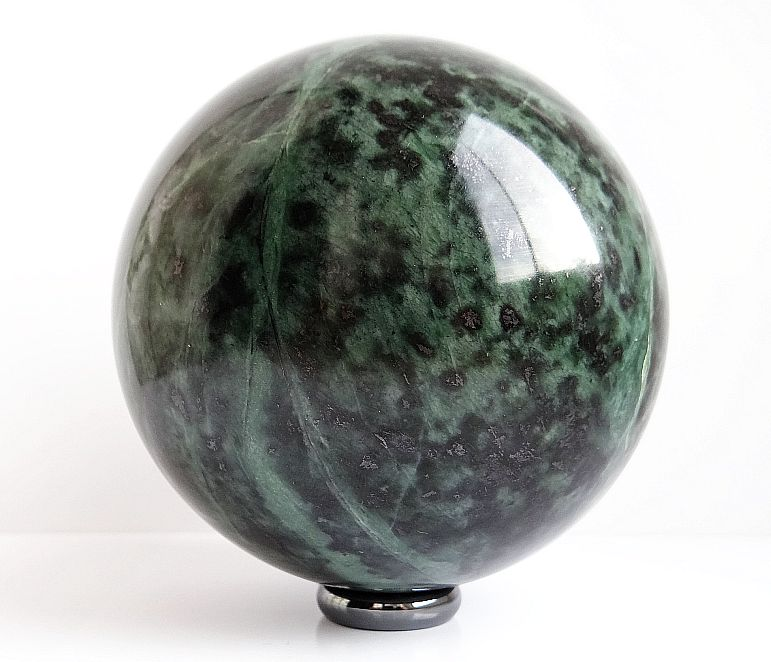
Antigorite polida.

Antigorite (ou antigorita) é um mineral monoclínico com estrutura lamelar do grupo dos filossilicatos pertencente ao subgrupo serpentina com a fórmula química ideal (Mg,Fe2+)3Si2O5(OH)4. Este mineral é o polimorfo de alta pressão da serpentina, sendo um constituinte comum em serpentinites metamorfizadas. A antigorite, e os seus polimorfos do subgrupo serpentina, jogam um importante papel na dinâmica das zonas de subducção devido à sua relativa fraqueza e alto peso percentual de água (até 13 % em peso de H2O). O mineral recebeu o nome da sua localidade tipo, a serpentinite de Geisspfad, em Valle Antigorio, na região fronteiriça entre a Itália e a Suíça. Diversas variedade de antigorite são como pedra semi-preciosa em joias, entalhes e esculturas.

## Descrição
A antigorite lamelada ocorre em massas duras e plissadas. Geralmente é um mineral verde escuro, mas também pode ser amarelado, cinza, castanho ou preto. Tem uma dureza de 3,5–4 na escala de Mohs, com brilho gorduroso. Os cristais monoclínicos apresentam clivagem micácea e fundem-se com dificuldade. O nome «antigorite» é desirvado no topónimo da localidade tipo do mineral, a serpentinite de Geisspfad, de Valle Antigorio, na região fronteiriça entre a Itália e a Suíça.
A antigorita é usada como pedra semipreciosa ou para entalhes quando se apresenta pura e translúcida, embora muitos cristais tenham máculas negras de magnetite suspensas no seu interior. Os tipos de antigorite mais utilizados como gemas são a bowenite e a williamsite. A bowenite, cujo epónimo é George T. Bowen, de Rhode Island (a localidade do tipo da variedade), o mineralogista que primeiro analisou o mineral, é translúcida, com coloração de verde-claro a escuro, muitas vezes manchada com máculas brancas turvas e veios mais escuros. É a serpentina com uso mais comum em esculturas e joias, e é considerada o mineral do estado de Rhode Island, Estados Unidos. Um cabochon de bowenite foi incluído no famoso "Our Mineral Heritage Brooch", oferecido em 1967 a Lady Bird Johnson. A williamsite é muito translúcida e tem uma coloração verde-maçã médio a profundo. Um tanto semelhante ao jade, o williamsite é frequentemente cortado em cabochão e para confecção de missangas.

### Ocorrência
A antigorite ocorre em ambientes de baixa temperatura e alta pressão (ou alta deformação), incluindo regimes extensionais e de compressão tectónica. A antigorite, tal como os restantes minerais do subgrupo serpentina, é de ocorrência frequente nas fácies ultramáficas de xisto verde das zonas de subducção, sendo  visíveis na superfície da Terra por meio de exumação secundária. As serpentinites que contêm antigorite são geralmente altamente deformados e apresentam distintas texturas, indicativas da região dinâmica onde foram formadas. As serpentinites de antigorite apresentam frequentemente minerais associados de magnetite, clorite e carbonatos. As olivinas sob ação hidrotermal, metamorfismo de baixo grau e meteorização são transformadas em antigorite, cuja ocorrência é frequentemente associada a talco e carbonatos.
3Mg3SiO4 (olivina) + H2O + SiO2 → 2Mg3Si2O5OH4 (serpentina)
2Mg3Si2O5OH4 (serpentina) + CO2 → 2Mg3Si4O10OH2 (talco) + 3MgCO3 (magnesite) + H2O   

### Propriedades físicas
A antigorite lamelada ocorre em massas duras e plissadas. Geralmente é de cor verde-escuro, mas também pode ser amarelada, cinza, castanha ou preta. Tem uma dureza na escala de Mohs de 3,5–4 e seu brilho é vítreo a oleoso. Antigorite tem uma gravidade específica de 2,5-2,6. Os cristais monoclínicos mostram clivagem micácea, uma propriedade característica dos filossilicatos, e fundem-se com dificuldade.
As rochas serpentiníticas compostas principalmente por antigorite são em geral milonites. Os grãos de antigorita que compõem essas rochas são muito finos (da ordem de 1 a 10 mícrons) e são fibrosos, o que define uma textura na rocha causada pela orientação preferencial da treliça cristalina.

### Estrutura cristalina
As serpentinas magnesianas (antigorite, lizardite, crisótilo) são filossilicatos trioctaedrais hidratados, com estrutura assente em torno de uma camada octaédrica-tetraédrica 1:1. A antigorite é monoclínica no grupo espacial Pm. Embora as serpentinas magnesianas tenham composições semelhantes, apresentam estruturas cristalográficas significativamente diferentes, que são dependentes de como as folhas tetraédricas de SiO4 se encaixam nas folhas octaédricas.
A composição básica da antigorite tem uma proporção menor de catiões octaédricos para tetraédricos (em relação à lizardite e crisótilo), permitindo que a estrutura compense o desajuste dimensional das folhas por meio da inversão periódica das camadas de tetraedros curvos e, posteriormente, da sua polaridade.
Os polissomas da antigorite são definidos pelo número de tetraedros individuais (denotados como o valor m) que abrangem um comprimento de onda da direção da curvatura. As folhas de tetraedros permitem que os cristais fibrosos planos se separem paralelamente ao plano 001 (basal), dando à antigorite uma clivagem perfeita.

## Variedades de antigorite

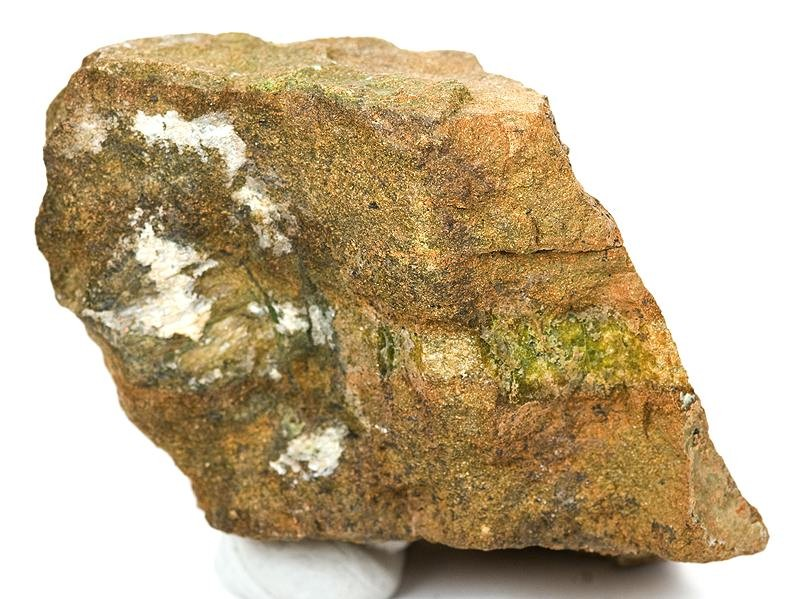
Uma variedade de antigorite.

A antigorite ocorre em diversas variedades, sendo as mais conhecidas a bowenite, muito utilizada em artes decorativas, e a gimnite, uma forma amorfa.

### Bowenite
A bowenite é uma variedade de antigorite, uma serpentina especialmente dura (dureza de 5,5 na escala de Mohs), de cor verde-maçã clara a escura, muitas vezes manchada com máculas brancas turvas e veios mais escuros. É a serpentina mais utilizada em escultura e em joalharia. O nome «retinalite» é por vezes é aplicado à bowenite amarela. O mineral proveniente da Nova Zelândia é comercializado sob o nome de tangiwai.
Embora não seja uma designação oficial, a bowenite é o mineral do estado de Rhode Island, Estados Unidos, onde também se situa a localidade tipo da variedade. Um cabochon feito de bowenite, apresentado como parte do famoso Our Mineral Heritage Brooch, foi oferecido em 1967 a Lady Bird Johnson, ao tempo primeira-dama dos Estados Unidos.
Williamsite é um nome varietal americano para antigorite de coloração verde-óleo que frequentemente tem inclusões de cristais pretos de cromite ou magnetite. Um pouco semelhante ao jade fino, a williamsite é cortada em cabochons e missangas. É encontrado principalmente em Maryland e Pennsylvania.

### Gimnite
A gimnite (ou gymnite) é uma forma amorfa de antigorite. Foi encontrada pela primeira vez nas Bare Hills de Maryland, e foi designada recorrendo ao termo grego clássico, 'gymnos', que significa "despido" ou "nu" (usando assim como epónimo o nome das Bare Hills ou Colinas Despidas).